# Troddel-Johannisbeere
Die Troddel-Johannisbeere (Ribes multiflorum) ist ein bis zu 2 Meter hoher Strauch mit grünlich gelben Blüten und dunkelroten Früchten aus der Familie der Stachelbeergewächse (Grossulariaceae). Das natürliche Verbreitungsgebiet der Art liegt in Europa und Kleinasien. Die Art wird nur sehr selten kultiviert.

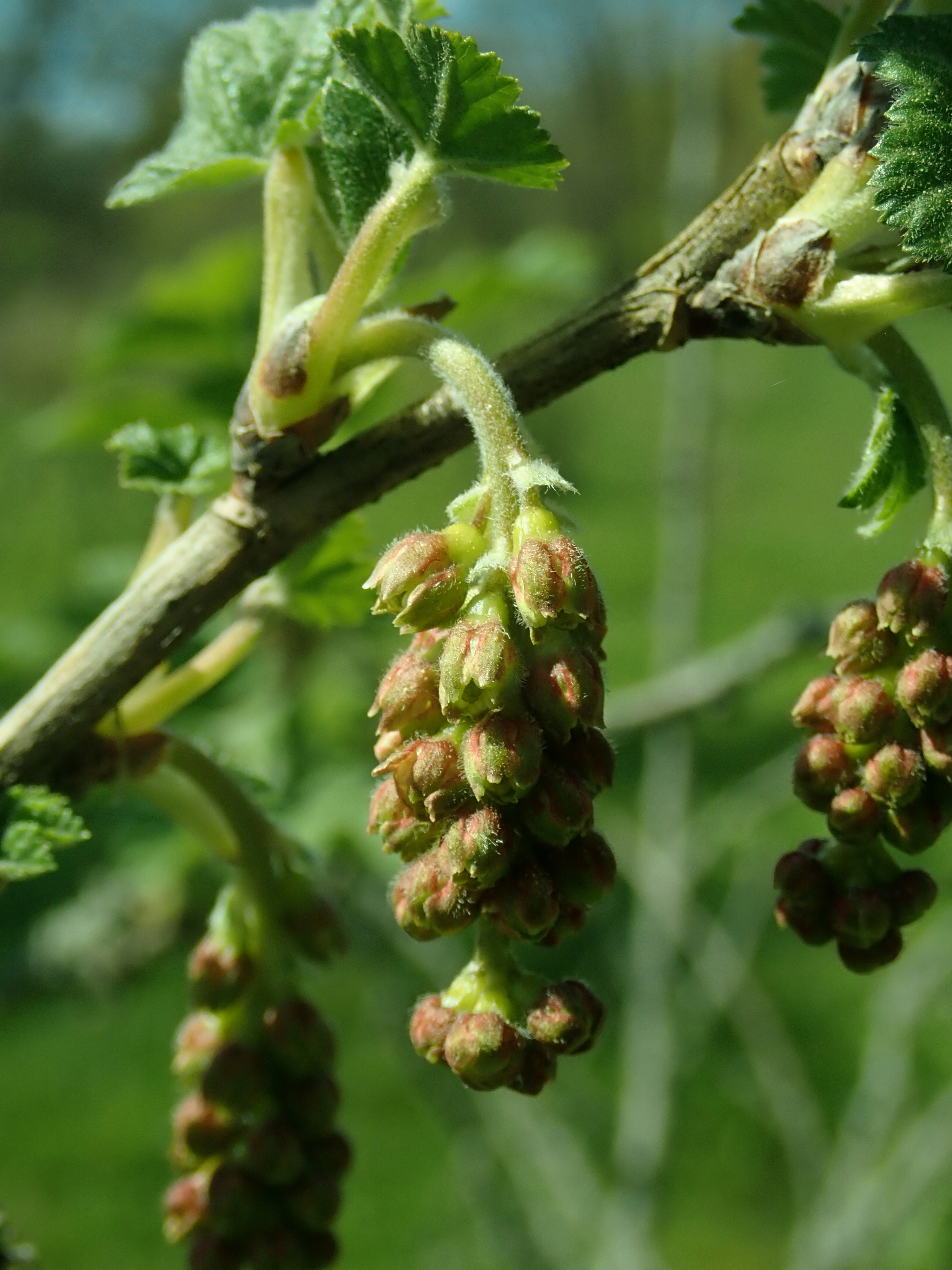
Troddel-Johannisbeere (Ribes multiflorum)

## Beschreibung
Die Troddel-Johannisbeere ist ein bis zu 2 Meter hoher, aufrechter und unbewehrter Strauch mit dicken, aschgrauen, anfangs behaarten Zweigen. Die Knospen sind schwarzrot bis schwarzbraun, eiförmig bis länglich eiförmig, 7 bis 9 Millimeter lang, flaumig behaart und spitz. Die Laubblätter haben einen 3 bis 5 selten bis 8 Zentimeter langen, flaumig behaarten Stiel. Die Blattspreite ist einfach, drei- bis fünflappig, rundlich, 5 bis 10 Zentimeter lang, mit gestutzter oder flach herzförmiger Basis. Die Lappen sind breit eiförmig, gekerbt-gesägt mit stumpfem oder spitzem Ende. Beide Seiten sind flaumig behaart, die Unterseite jedoch dichter als die Oberseite.
Die Blütenstände sind 5 bis 8 selten bis 12 Zentimeter lange, anfangs aufrecht stehende und später hängende Trauben aus bis zu 50 zwittrigen Blüten mit behaarter Blütenstandsachse. Die Tragblätter sind eiförmig-rundlich, 1 bis 2 Millimeter lang und schwach flaumhaarig. Die Blütenstiele sind behaart und 2 bis 4 Millimeter lang. Der Blütenbecher ist beckenförmig bis flach kuppelförmig, gelblich grün, 1 bis 1,5 Millimeter lang, mit fünf Warzen an der Innenseite, die durch einen Ring verbunden sind. Die Kelchzipfel sind verkehrt-eiförmig-zungenförmig, 1,5 bis 2,5 Millimeter lang und zur Blütezeit zurückgebogen. Die Kronblätter sind verkehrt-eiförmig bis beinahe spatelförmig, 1 bis 1,5 Millimeter lang und ebenfalls zurückgebogen. Die Staubblätter sind länger als die Kronblätter. Der Fruchtknoten ist kahl, die Griffel sind etwa gleich lang wie die Staubblätter und etwa über die halbe Länge zweigelappt. Die Früchte sind dunkelrot, kahl, rundlich mit Durchmesser von 7 bis 9 Millimeter. Die Troddel-Johannisbeere blüht von April bis Mai, die Früchte reifen von Juni bis Juli.

## Vorkommen und Standortansprüche
Das natürliche Verbreitungsgebiet liegt in Bulgarien, Griechenland, Albanien, Kosovo, Serbien, Kroatien, Bosnien-Herzegowina, Montenegro, Nordmazedonien, Italien, in der Türkei und auf Sardinien. Die Troddel-Johannisbeere wächst in kühlfeuchten Wäldern, auf sauren bis schwach alkalischen, humosen, sandig-lehmigen bis lehmigen, nährstoffreichen Böden an licht- bis halbschattigen Standorten. Die Art ist wärmeverträglich und meist frosthart.

## Systematik
Die Troddel-Johannisbeere (Ribes multiflorum) ist eine Art aus der Gattung der Johannisbeeren (Ribes) in der Familie der Stachelbeergewächse (Grossulariaceae). Sie wird in der Untergattung Ribes der Sektion Ribes zugeordnet. Die Art wurde 1819 von Joseph August Schultes erstmals gültig wissenschaftlich beschrieben. Der Gattungsname Ribes leitet sich vom arabischen Namen einer Art der Rhabarber ab. Der Name wurde im Mittelalter wegen des säuerlichen Geschmacks der Beeren einiger Arten, der an den Geschmack des Rhabarbers erinnert, für die Johannisbeeren übernommen. Das Artepitheton multiflorum stammt aus dem Lateinischen und bedeutet „vielblütig“.

## Unterarten
Man unterscheidet in Europa zwei Unterarten:
- Ribes multiflorum subsp. multiflorum
- Ribes multiflorum subsp. sandalioticum Arrigoni; sie ist eine Endemit Sardiniens und hat die Chromosomenzahl 2n = 16.[9]

## Verwendung
Die Troddel-Johannisbeere wird sehr selten kultiviert, ist jedoch ein Hybridpartner mehrerer Gartensorten.

## Nachweise